# Deutsche Turnmeisterschaften 2018

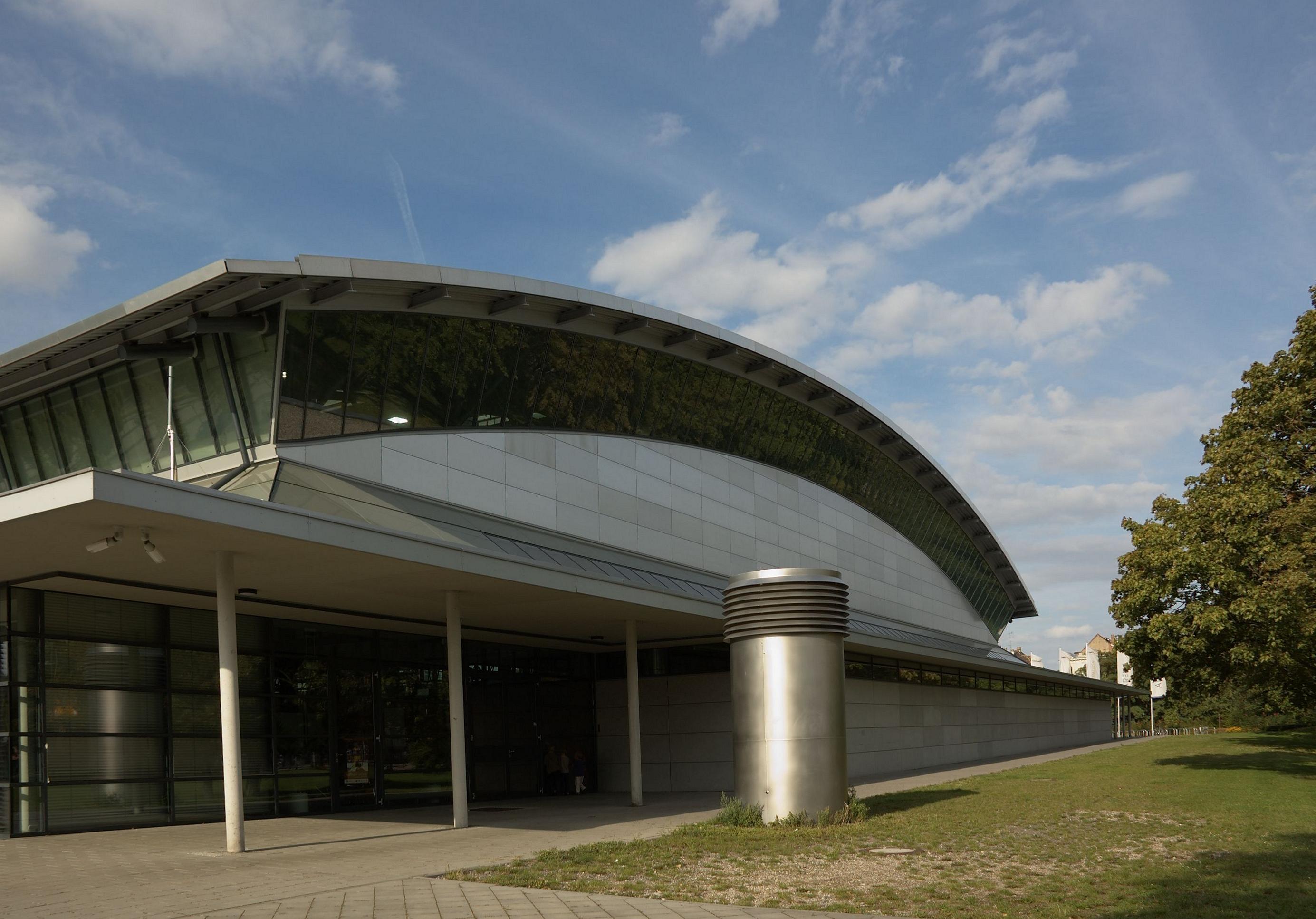
Arena Leipzig

Die Deutschen Turnmeisterschaften 2018 wurden am 29. und 30. September 2018 in der Arena Leipzig ausgetragen. Es schauten insgesamt 12.000 Zuschauer zu.
Deutscher Mehrkampfmeister der 85. Deutschen Meisterschaften der Männer wurde Marcel Nguyen. Den Titel im Mehrkampf der 78. Deutschen Turn-Meisterschaften der Frauen gewann Elisabeth Seitz.

## Wettbewerbe der Herren

### Mehrkampf
| Platz | Name                       | Verein                   | LTV | Boden (SG)   | Pauschenpferd (SG) | Ringe (SG)   | Sprung (SG)  | Barren (SG)  | Reck (SG)    | Punkte |
| ----- | -------------------------- | ------------------------ | --- | ------------ | ------------------ | ------------ | ------------ | ------------ | ------------ | ------ |
| 1     | Marcel Nguyen              | TSV Unterhaching         | BY  | 12,400 (5,4) | 11,500 (4,7)       | 14,450 (5,9) | 14,600 (5,2) | 14,300 (5,8) | 12,875 (5,6) | 80,125 |
| 2     | Andreas Toba               | Turn-Klubb zu Hannover   | NI  | 12,650 (4,3) | 12,400 (5,8)       | 14,300 (5,8) | 13,400 (4,8) | 13,650 (5,4) | 12,600 (5,6) | 79,000 |
| 3     | Ivan Rittschick            | KTV Chemnitz             | SC  | 12,800 (5,3) | 12,950 (5,9)       | 12,600 (4,0) | 12,900 (4,0) | 13,950 (5,5) | 13,500 (5,5) | 78,700 |
| 4     | Philipp Herder             | Sportclub Berlin         | BE  | 13,500 (5,7) | 12,050 (5,4)       | 13,950 (5,6) | 12,800 (5,2) | 14,650 (6,1) | 11,200 (4,9) | 78,150 |
| 5     | Waldemar Eichhorn          | TV Bous                  | SL  | 12,650 (5,3) | 13,750 (5,7)       | 12,700 (4,7) | 12,950 (4,0) | 13,200 (5,1) | 12,650 (5,0) | 77,900 |
| 6     | Nick Klessing              | SV Halle                 | SA  | 13,300 (5,6) | 11,350 (4,2)       | 13,850 (5,6) | 14,450 (5,2) | 13,150 (4,8) | 11,425 (4,8) | 77,725 |
| 7     | Christopher Jursch         | SC Cottbus Turnen        | BB  | 12,100 (4,7) | 12,600 (5,0)       | 12,100 (3,6) | 13,750 (4,8) | 13,400 (5,0) | 13,550 (5,3) | 77,500 |
| 8     | Leonard Prügel             | SC Cottbus Turnen        | BB  | 13,150 (5,2) | 12,650 (4,7)       | 12,000 (4,5) | 13,800 (5,2) | 12,500 (4,4) | 12,850 (4,8) | 76,950 |
| 9     | Nils Dunkel                | MTV Erfurt               | TH  | 11,000 (5,5) | 13,850 (5,9)       | 13,650 (5,4) | 11,750 (4,4) | 14,450 (5,9) | 12,150 (4,9) | 76,850 |
| 10    | Felix Remuta               | TSV Unterhaching         | BY  | 13,800 (6,2) | 10,700 (4,5)       | 12,500 (5,2) | 13,750 (5,2) | 12,900 (5,1) | 12,450 (5,1) | 76,100 |
| 11    | Glenn Trebing              | TSG Kassel-Niederzwehren | HE  | 9,850 (4,8)  | 12,950 (5,0)       | 12,900 (4,1) | 13,400 (4,8) | 13,600 (4,9) | 13,275 (4,7) | 75,975 |
| 12    | Tobias Radoi               | KTV Chemnitz             | SC  | 13,350 (5,3) | 11,650 (4,0)       | 12,450 (4,2) | 13,000 (4,0) | 12,850 (5,1) | 12,450 (4,5) | 75,750 |
| 13    | Sebastian Bock             | Siegerländer KTV         | WE  | 12,400 (4,8) | 10,950 (4,5)       | 13,300 (4,7) | 12,500 (4,0) | 13,350 (4,5) | 13,050 (4,8) | 75,550 |
| 14    | Enrico Barowsky            | SC Cottbus Turnen        | BB  | 13,400 (5,2) | 11,850 (4,3)       | 12,250 (4,1) | 13,050 (5,2) | 12,550 (4,2) | 12,100 (4,7) | 75,200 |
| 15    | Carlo Hörr                 | TSV Schmiden             | SW  | 12,000 (5,4) | 10,850 (4,9)       | 12,950 (4,9) | 13,100 (4,8) | 12,600 (4,9) | 13,000 (5,2) | 74,500 |
| 16    | Viet Thao Hoang            | Sportclub Berlin         | BE  | 13,400 (5,6) | 10,100 (3,8)       | 14,050 (5,7) | 13,250 (4,8) | 12,000 (4,9) | 11,500 (3,4) | 74,300 |
| 17    | Lucas Hermann              | Sportclub Berlin         | BE  | 11,500 (5,2) | 11,750 (4,6)       | 12,450 (4,5) | 13,950 (4,8) | 12,400 (5,3) | 11,650 (5,1) | 73,700 |
| 18    | Fabian Lotz                | TSG Niedergirmes         | HE  | 12,600 (4,7) | 12,050 (5,4)       | 12,350 (4,2) | 12,050 (4,0) | 11,050 (5,1) | 13,400 (5,3) | 73,500 |
| 19    | Alexander Maier            | MTV Stuttgart            | SW  | 12,350 (5,4) | 11,100 (4,6)       | 13,350 (5,2) | 12,450 (4,8) | 11,500 (5,5) | 12,600 (5,3) | 73,350 |
| 20    | Lukas Dauser               | TSV Unterhaching         | BY  | 13,000 (5,2) | 11,550 (5,4)       | 11,650 (4,8) | 13,250 (4,8) | 12,450 (6,0) | 11,400 (4,7) | 73,300 |
| 21    | Jakob Paulicks             | TSV Unterhaching         | BY  | 12,550 (4,1) | 11,100 (3,8)       | 10,850 (3,1) | 13,100 (4,0) | 12,000 (4,7) | 13,200 (5,0) | 72,800 |
| 22    | Maurice-Etienne Praetorius | KTV Chemnitz             | SC  | 11,850 (4,3) | 9,900 (4,1)        | 12,650 (4,4) | 13,550 (4,8) | 11,800 (4,2) | 11,850 (4,2) | 71,600 |
| 23    | Dario Sissakis             | Sportclub Berlin         | BE  | 12,050 (5,2) | 8,150 (3,4)        | 12,450 (4,5) | 13,650 (4,8) | 12,700 (4,8) | 12,350 (4,9) | 71,350 |
| 24    | Lasse Gauch                | TSV Kronshagen           | SH  | 11,550 (4,9) | 12,150 (4,3)       | 11,300 (3,4) | 12,650 (4,0) | 11,950 (4,1) | 11,500 (4,3) | 71,100 |
| 25    | Michael Sawatzky           | SV Halle                 | SA  | 11,950 (4,2) | 10,800 (3,2)       | 11,350 (4,0) | 13,500 (4,8) | 11,800 (3,6) | 11,250 (3,8) | 70,650 |
| 26    | Florian Lindner            | KTV Chemnitz             | SC  | 11,550 (4,8) | 10,200 (5,1)       | 13,550 (5,7) | 11,600 (4,0) | 10,700 (3,8) | 10,750 (4,1) | 68,350 |
| 27    | Florian Arendt             | SV Halle                 | SA  | 11,300 (4,1) | 10,400 (3,9)       | 10,100 (3,6) | 12,000 (3,2) | 12,150 (4,2) | 11,950 (4,2) | 67,900 |
| 28    | Andreas Jurzo              | TG Friesen Klafeld       | WE  | 11,250 (5,3) | 8,800 (3,3)        | 11,250 (3,8) | 12,100 (5,2) | 11,100 (4,0) | 10,400 (4,1) | 64,900 |
| 29    | Niklas Volk                | TV Wicker                | HE  | 11,550 (3,6) | 5,900 (2,3)        | 11,150 (3,5) | 12,700 (4,0) | 12,300 (3,6) | 11,200 (3,4) | 64,800 |
| 30    | Nico Emmert                | TV Freudenberg           | WE  | 12,300 (5,1) | 7,450 (3,3)        | 10,650 (2,9) | 11,050 (4,0) | 12,750 (4,5) | 9,000 (4,5)  | 63,200 |
| 31    | Sebastian Krimmer          | MTV Stuttgart            | SW  | 12,300 (4,6) | 10,350 (4,4)       | 0,000 (0,0)  | 13,100 (4,0) | 11,700 (5,0) | 12,900 (4,5) | 60,350 |
| 32    | Mike Hindermann            | TSG Öhringen             | SW  | 0,000 (0,0)  | 10,200 (4,2)       | 0,000 (0,0)  | 13,550 (4,8) | 11,600 (4,0) | 10,750 (3,3) | 46,100 |
| 33    | Julius Rabenstein          | TSV Monheim              | BY  | 5,800 (3,2)  | 0,000 (0,0)        | 0,000 (0,0)  | 0,000 (0,0)  | 0,000 (0,0)  | 10,850 (4,0) | 16,650 |

### Boden
| Platz | Name            | Verein            | LTV | Wertung (SG) | Punktkorrektur | Punkte |
| ----- | --------------- | ----------------- | --- | ------------ | -------------- | ------ |
| 1     | Viet Thao Hoang | Sportclub Berlin  | BE  | 7,800 (5,7)  | 0,0            | 74,300 |
| 2     | Nick Klessing   | SV Halle          | SA  | 7,666 (5,6)  | 0,0            | 13,266 |
| 3     | Felix Remuta    | TSV Unterhaching  | BY  | 7,033 (5,7)  | 0,0            | 12,733 |
| 4     | Tobias Radoi    | KTV Chemnitz      | SC  | 7,350 (5,1)  | 0,0            | 12,450 |
| 5     | Philipp Herder  | Sportclub Berlin  | BE  | 6,133 (5,4)  | −0,1           | 11,433 |
| 6     | Enrico Barowsky | SC Cottbus Turnen | BB  | 4,300 (4,8)  | - 0,1          | 9,000  |

### Pauschenpferd
| Platz | Name               | Verein                   | LTV | Wertung (SG) | Punktkorrektur | Punkte |
| ----- | ------------------ | ------------------------ | --- | ------------ | -------------- | ------ |
| 1     | Nils Dunkel        | MTV Erfurt               | TH  | 7,400 (5,8)  | + 0,1          | 13,300 |
| 2     | Christopher Jursch | SC Cottbus Turnen        | BB  | 8,066 (5,0)  | + 0,1          | 13,166 |
| 3     | Glenn Trebing      | TSG Kassel-Niederzwehren | HE  | 7,766 (5,0)  | + 0,1          | 12,866 |
| 4     | Ivan Rittschick    | KTV Chemnitz             | SC  | 6,333 (5,8)  | + 0,1          | 12,233 |
| 5     | Leonard Prügel     | SC Cottbus Turnen        | BB  | 7,333 (4,7)  | + 0,1          | 12,133 |
| 6     | Waldemar Eichhorn  | TV Bous                  | SL  | 5,333 (5,5)  | 0,0            | 10,833 |

### Ringe
| Platz | Name            | Verein                 | LTV | Wertung (SG) | Punktkorrektur | Punkte |
| ----- | --------------- | ---------------------- | --- | ------------ | -------------- | ------ |
| 1     | Andreas Toba    | Turn-Klubb zu Hannover | NI  | 8,266 (5,8)  | 0,0            | 14,066 |
| 2     | Viet Thao Hoang | Sportclub Berlin       | BE  | 8,233 (5,7)  | + 0,1          | 14,033 |
| 3     | Nick Klessing   | SV Halle               | SA  | 7,900 (5,6)  | 0,0            | 13,500 |
| 4     | Florian Lindner | KTV Chemnitz           | SC  | 6,633 (6,0)  | 0,0            | 12,633 |
| 5     | Alexander Maier | MTV Stuttgart          | SW  | 7,308 (5,2)  | 0,0            | 12,508 |
| 6     | Philipp Herder  | Sportclub Berlin       | BE  | 8,300 (4,2)  | 0,0            | 12,500 |

### Sprung
| Platz | Name           | Verein             | LTV | 1. Sprung (SG) | 2. Sprung (SG) | Wertung | Punktkorrektur | Punkte |
| ----- | -------------- | ------------------ | --- | -------------- | -------------- | ------- | -------------- | ------ |
| 1     | Felix Remuta   | TSV Unterhaching   | BY  | 8,900 (5,2)    |                | 14,100  | 0,0            | 13,950 |
| 1     | Felix Remuta   | TSV Unterhaching   | BY  |                | 8,700(5,2)     | 13,800  | −0,1           | 13,950 |
| 2     | Nick Klessing  | SV Halle           | SA  | 8,900 (5,2)    |                | 14,100  | 0,0            | 13,916 |
| 2     | Nick Klessing  | SV Halle           | SA  |                | 8,933 (4,8)    | 13,733  | 0,0            | 13,916 |
| 3     | Dario Sissakis | Sportclub Berlin   | BE  | 8,900 (4,8)    |                | 13,700  | 0,0            | 13,333 |
| 3     | Dario Sissakis | Sportclub Berlin   | BE  |                | 9,066 (4,0)    | 12,966  | −0,1           | 13,333 |
| 4     | Andreas Jurzo  | TG Friesen Klafeld | WE  | 7,733 (5,2)    |                | 12,633  | −0,3           | 13,283 |
| 4     | Andreas Jurzo  | TG Friesen Klafeld | WE  |                | 9,133 (4,8)    | 13,933  | 0,0            | 13,283 |
| 5     | Leonard Prügel | SC Cottbus Turnen  | BB  | 8,500 (5,2)    |                | 13,700  | 0,0            | 13,216 |
| 5     | Leonard Prügel | SC Cottbus Turnen  | BB  |                | 8,733 (4,0)    | 12,733  | 0,0            | 13,216 |

### Barren
| Platz | Name               | Verein                   | LTV | Wertung (SG) | Punktkorrektur | Punkte |
| ----- | ------------------ | ------------------------ | --- | ------------ | -------------- | ------ |
| 1     | Philipp Herder     | Sportclub Berlin         | BE  | 7,900 (6,1)  | 0,0            | 14,000 |
| 2     | Ivan Rittschick    | KTV Chemnitz             | SC  | 8,300 (5,5)  | 0,0            | 13,800 |
| 3     | Andreas Toba       | Turn-Klubb zu Hannover   | NI  | 8,133 (5,4)  | 0,0            | 13,533 |
| 4     | Christopher Jursch | SC Cottbus Turnen        | BB  | 7,900 (5,4)  | 0,0            | 13,300 |
| 5     | Nils Dunkel        | MTV Erfurt               | TH  | 7,033 (5,9)  | 0,0            | 12,933 |
| 6     | Glenn Trebing      | TSG Kassel-Niederzwehren | HE  | 7,766 (4,9)  | 0,0            | 12,666 |

### Reck
| Platz | Name               | Verein                   | LTV | Wertung (SG) | Punktkorrektur | Punkte |
| ----- | ------------------ | ------------------------ | --- | ------------ | -------------- | ------ |
| 1     | Christopher Jursch | SC Cottbus Turnen        | BB  | 8,300 (5,2)  | +0,1           | 13,600 |
| 2     | Fabian Lotz        | TSG Niedergirmes         | HE  | 8,033 (5,3)  | +0,1           | 13,433 |
| 3     | Glenn Trebing      | TSG Kassel-Niederzwehren | HE  | 8,266 (4,7)  | 0,0            | 12,966 |
| 4     | Jakob Paulicks     | TSV Unterhaching         | BY  | 8,000 (4,8)  | 0,0            | 12,800 |
| 5     | Ivan Rittschick    | KTV Chemnitz             | SC  | 6,233 (5,5)  | 0,0            | 11,733 |
| 6     | Sebastian Bock     | Siegerländer KTV         | WE  | 6,900 (4,5)  | 0,0            | 11,400 |

## Wettbewerbe der Damen

### Mehrkampf
| Platz | Name                | Verein                 | LTV | Sprung (SG)  | Stufenbarren (SG) | Schwebebalken (SG) | Boden (SG)   | Punkte |
| ----- | ------------------- | ---------------------- | --- | ------------ | ----------------- | ------------------ | ------------ | ------ |
| 1     | Elisabeth Seitz     | MTV Stuttgart          | SW  | 13,900 (4,6) | 14,650 (6,2)      | 11,500 (4,6)       | 12,950 (4,7) | 53,000 |
| 2     | Kim Bui             | MTV Stuttgart          | SW  | 13,400 (4,6) | 14,300 (6,0)      | 11,500 (4,6)       | 12,950 (4,7) | 52,500 |
| 3     | Sophie Scheder      | TUS Chemnitz-Altendorf | SC  | 13,450 (4,6) | 14,150 (5,7)      | 11,950 (4,9)       | 12,550 (4,6) | 52,100 |
| 4     | Michelle Timm       | Sportclub Berlin       | BE  | 13,200 (4,6) | 13,600 (5,2)      | 11,500 (4,8)       | 12,650 (4,9) | 50,950 |
| 5     | Carina Kröll        | TSV Berkheim           | SW  | 13,000 (4,4) | 12,750 (4,7)      | 12,500 (5,0)       | 12,550 (4,6) | 50,800 |
| 6     | Sarah Voss          | TZ DSHS Köln           | RL  | 14,300 (5,4) | 11,900 (5,0)      | 11,900 (5,2)       | 12,200 (4,7) | 50,300 |
| 7     | Leah Grießer        | TG Neureut             | BA  | 11,450 (4,0) | 12,000 (5,3)      | 12,700 (5,0)       | 13,300 (4,8) | 49,450 |
| 8     | Isabelle Stingl     | TSV Rintheim           | BA  | 13,100 (4,6) | 12,000 (4,5)      | 12,000 (4,6)       | 12,350 (4,9) | 49,450 |
| 9     | Lisa Schöninger     | TUS Chemnitz-Altendorf | SC  | 13,100 (4,6) | 12,350 (4,6)      | 11,550 (4,9)       | 11,700 (4,5) | 48,700 |
| 10    | Kim Ruoff           | TB Neckarhausen        | SW  | 12,900 (4,2) | 12,300 (4,4)      | 11,450 (4,4)       | 12,000 (4,4) | 48,650 |
| 11    | Julia Vietor        | Dresdner SC            | SC  | 13,300 (4,6) | 12,300 (4,3)      | 10,400 (4,9)       | 11,650 (4,4) | 47,650 |
| 12    | Florine Harder      | DJK Hockenheim         | BA  | 11,900 (3,5) | 12,200 (4,3)      | 10,250 (4,3)       | 11,800 (4,0) | 46,150 |
| 13    | Sonja Fischer       | TuS Traunreut          | BY  | 13,100 (4,6) | 9,550 (3,5)       | 10,450 (4,4)       | 11,750 (4,4) | 44,850 |
| 14    | Teresa Lucia Frank  | TZ DSHS Köln           | RL  | 12,000 (3,5) | 9,700 (3,7)       | 12,150 (4,9)       | 10,100 (4,3) | 43,950 |
| 15    | Ruby van Dijk       | MT Melsungen           | HE  | 12,800 (4,0) | 11,300 (4,0)      | 8,500 (3,8)        | 10,800 (4,2) | 43,400 |
| 16    | Naomi van Dijk      | MT Melsungen           | HE  | 11,950 (3,7) | 9,800 (2,6)       | 10,050 (3,6)       | 11,200 (4,3) | 43,000 |
| 17    | Julia Recktenwald   | TV Pflugscheid-Hixberg | SL  | 11,850 (3,7) | 9,650 (1,8)       | 8,500 (3,7)        | 11,500 (4,3) | 41,500 |
| 18    | Lynn Schwäke        | TSV Kronshagen         | SH  | 11,550 (4,0) | 9,750 (2,2)       | 10,600 (3,5)       | 9,000 (4,0)  | 40,900 |
| 19    | Hanna Lipp          | TV Bodenheim           | RH  | 11,700 (3,5) | 9,650 (2,2)       | 7,650 (4,1)        | 10,000 (4,0) | 39,000 |
| 20    | Emma Höfele         | TG Neureut             | BA  | 13,500 (4,6) | 11,050 (4,7)      |                    |              | 24,550 |
| 21    | Janine Berger       | SSV Ulm                | SW  |              | 13,250 (5,3)      |                    |              | 13,250 |
| 22    | Lisa Katharina Hill | MTV Stuttgart          | SW  |              | 12,500 (5,3)      |                    |              | 12,500 |
| 23    | Elisabeth Wagner    | TZ DSHS Köln           | RL  |              | 11,150 (3,5)      |                    |              | 11,150 |
| 24    | Pauline Schäfer     | TUS Chemnitz-Altendorf | SC  |              | 10,050 (4,0)      |                    |              | 10,050 |

### Sprung
| Platz | Name              | Verein                 | LTV | 1. Sprung (SG) | 2. Sprung (SG) | Wertung | Punktkorrektur | Punkte |
| ----- | ----------------- | ---------------------- | --- | -------------- | -------------- | ------- | -------------- | ------ |
| 1     | Sarah Voss        | TZ DSHS Köln           | RL  | 8,966 (5,4)    |                | 14,266  | −0,1           | 14,033 |
| 1     | Sarah Voss        | TZ DSHS Köln           | RL  |                | 9,200 (4,6)    | 13,800  | 0,0            | 14,033 |
| 2     | Michelle Timm     | Sportclub Berlin       | BE  | 8,833 (4,6)    |                | 13,433  | 0,0            | 13,533 |
| 2     | Michelle Timm     | Sportclub Berlin       | BE  |                | 9,033 (4,6)    | 13,633  | 0,0            | 13,533 |
| 3     | Julia Vietor      | Dresdner SC            | SC  | 8,933 (4,6)    |                | 13,533  | 0,0            | 13,266 |
| 3     | Julia Vietor      | Dresdner SC            | SC  |                | 9,000 (4,0)    | 13,000  | 0,0            | 13,266 |
| 4     | Sonja Fischer     | TuS Traunreut          | BY  | 8,766 (4,6)    |                | 13,366  | 0,0            | 13,149 |
| 4     | Sonja Fischer     | TuS Traunreut          | BY  |                | 8,933 (4,2)    | 13,133  | 0,0            | 13,149 |
| 5     | Ruby van Dijk     | MT Melsungen           | HE  | 8,633 (4,0)    |                | 12,633  | 0,0            | 12,416 |
| 5     | Ruby van Dijk     | MT Melsungen           | HE  |                | 8,500 (3,7)    | 12,200  | 0,0            | 12,416 |
| 6     | Julia Recktenwald | TV Pflugscheid-Hixberg | SL  | 8,666 (4,2)    |                | 12,866  | 0,0            | 12,099 |
| 6     | Julia Recktenwald | TV Pflugscheid-Hixberg | SL  |                | 7,433 (4,0)    | 11,333  | −0,1           | 12,099 |

### Stufenbarren
| Platz | Name                | Verein                 | LTV | Wertung (SG) | Punktkorrektur | Punkte |
| ----- | ------------------- | ---------------------- | --- | ------------ | -------------- | ------ |
| 1     | Elisabeth Seitz     | MTV Stuttgart          | SW  | 8,666 (6,0)  | 0,0            | 14,666 |
| 2     | Kim Bui             | MTV Stuttgart          | SW  | 8,600 (5,8)  | 0,0            | 14,400 |
| 3     | Sophie Scheder      | TUS Chemnitz-Altendorf | SC  | 8,233 (5,7)  | 0,0            | 13,933 |
| 4     | Michelle Timm       | Sportclub Berlin       | BE  | 8,600 (5,1)  | 0,0            | 13,933 |
| 5     | Janine Berger       | SSV Ulm                | SW  | 7,733 (5,3)  | 0,0            | 13,033 |
| 6     | Lisa Katharina Hill | MTV Stuttgart          | SW  | 7,300 (5,3)  | 0,0            | 12,600 |

### Schwebebalken
| Platz | Name               | Verein                 | LTV | Wertung (SG) | Punktkorrektur | Punkte |
| ----- | ------------------ | ---------------------- | --- | ------------ | -------------- | ------ |
| 1     | Sarah Voss         | TZ DSHS Köln           | RL  | 7,533 (5,3)  | 0,0            | 12,833 |
| 2     | Carina Kröll       | TSV Berkheim           | SW  | 7,333 (4,7)  | 0,0            | 12,033 |
| 3     | Sophie Scheder     | TUS Chemnitz-Altendorf | SC  | 6,900 (5,0)  | +0,1           | 12,000 |
| 4     | Leah Grießer       | TG Neureut             | BA  | 7,166 (4,9)  | −0,1           | 11,966 |
| 5     | Teresa Lucia Frank | TZ DSHS Köln           | RL  | 7,066 (4,7)  | −0,1           | 11,666 |
| 6     | Isabelle Stingl    | TSV Rintheim           | BA  | 6,300 (4,5)  | −0,1           | 10,700 |

### Boden
| Platz | Name            | Verein                 | LTV | Wertung (SG) | Punktkorrektur | Punkte |
| ----- | --------------- | ---------------------- | --- | ------------ | -------------- | ------ |
| 1     | Leah Grießer    | TG Neureut             | BA  | 8,366 (4,8)  | 0,0            | 13,166 |
| 2     | Elisabeth Seitz | MTV Stuttgart          | SW  | 8,300 (4,7)  | 0,0            | 13,00  |
| 3     | Kim Bui         | MTV Stuttgart          | SW  | 7,900 (5,1)  | 0,0            | 13,000 |
| 4     | Carina Kröll    | TSV Berkheim           | SW  | 8,000 (4,7)  | 0,0            | 12,700 |
| 5     | Michelle Timm   | Sportclub Berlin       | BE  | 7,900 (4,9)  | −0,1           | 12,700 |
| 6     | Sophie Scheder  | TUS Chemnitz-Altendorf | SC  | 7,966 (4,7)  | −0,1           | 12,566 |